# Pljučni krvni obtok
Pljúčni kŕvni obtòk je del srčnožilnega sistema, ki prenaša s kisikom revno kri iz srca v pljuča in po katerem se oksigenirana (s kisikom bogata) kri vrača nazaj v srce. Izraz pljučni krvni obtok se pogosto uporablja ob izrazu sistemski krvni obtok. Poseben sistem, imenovan bronhialni krvni obtok, oskrbuje tkiva večjih dihalnih poti v pljučih.

## Potek
S kisikom revna kri iz telesa zapusti sistemski krvni obtok, ko skozi zgornjo in spodnjo votlo veno vstopi v desno srce, natančneje v desni preddvor. Kri se potem prečrpa skozi trikuspidalno zaklopko (desno atrioventrikularno zaklopko) v desni prekat. Nato se prečrpa še skozi semilunarno zaklopko v pulmonalni trunkus (pljučno arterijo), iz tega pa po levi in desni pljučni arteriji v leva in desna pljuča.
Iz deoksigenirane krvi se v pljučih sprosti ogljikov dioksid, vanjo pa vstopi kisik. Oksigenirana kri zapusti pljuča po pljučnih venah, ki se vrnejo do srca, s čimer se pljučni krvni obtok zaključi. Kri vstopi v levi preddvor, iz katerega se skozi bikuspidalno zaklopko (mitralna, leva atrioventrikularna zaklopka) prečrpa v levi prekat. Po sistemskem krvnem obtoku se nato prenese po vsem telesu in ponovno vrne v pljučni krvni obtok.